# Bautista (Pangasinán)
Bautista (Bayan ng  Bautista), antes conocido como Telbang,  es un municipio filipino de cuarta categoría, situado en la isla de Luzón y perteneciente a  la provincia de Pangasinán en la Región Administrativa de Ilocos, también denominada Región I.

## Barangays
El municipio  de Bautista se divide, a los efectos administrativos, en 18 barangayes o barrios, conforme a la siguiente relación:
| - Artacho - Baluyot - Cabuaan - Cacandongan - Díaz | - Nandacan - Nibaliw del Norte - Nibaliw del Sur - Palisoc | - Población del Este - Población del Oeste - Pogo - Poponto - Primicias | - Ketegan - Sinabaan - Vacante - Villanueva |  |

## Población
Los habitantes de la ciudad eran pangasinenses (Nibaliw, Baluyot y Cabuaan), ilocanos (Nandacan, Villanueva, Poponto, Primicias, Artacho y Pogo), tagalos, pampangos, chinos y españoles.

## Historia
El Boletín Eclesiástico de Filipinas publicado por los dominicos registra la fundación de Telbang, hoy Bautista, en 1614.
El historiador, Rosario Cortez, señala cómo, en 1686, Bautista fue trasladado a la parroquia de Bayambang.
El renacimiento de Bautista como municipio fue  en 1900, al principio de la ocupación estadounidense, siendo Ramón Reynado su primer alcalde.
En Bautista los portes procedentes de Camiling en Tarlac se repartían a través del río Agno o del ferrocarril. Entre los años 1907 y 1920, coincidiendo con la apertura de la línea férrea de San Quintín a Paniqui de ferrocarril, Bautista perdió a Rosales, Tayug y San Quintín.
La ciudad padeció dos grandes inundaciones en 1934 y 1972.

## Patrimonio
.

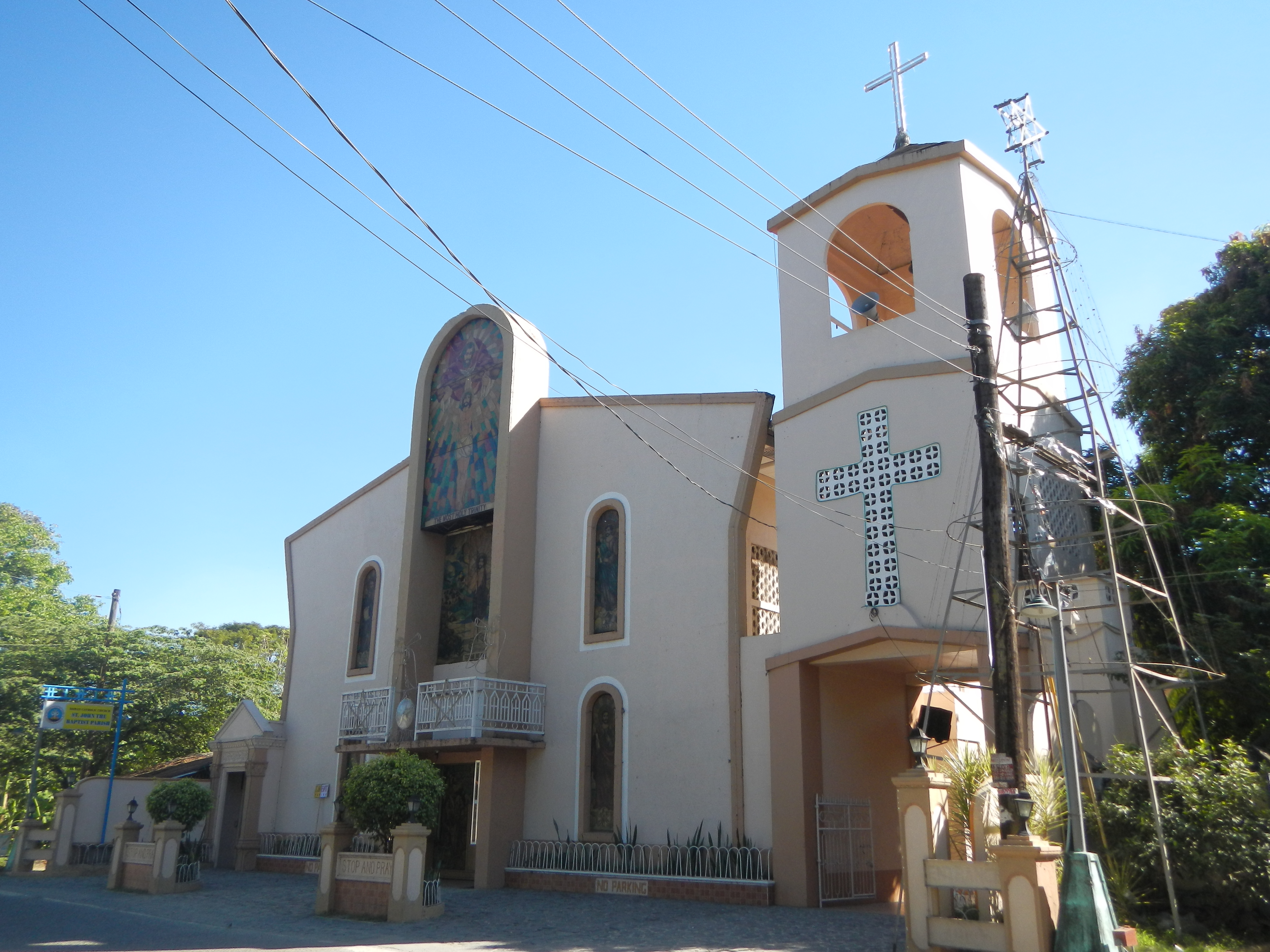
Parroquia de San Juan Bautista

Iglesia parroquial católica bajo la advocación de San Juan Bautista, data del año 1723 y forma parte del Vicariato de San Ildefonso en la Arquidiócesis de Lingayen-Dagupan. Su párroco es Rafael Mesa.